# Julie Vanloo
Julie Vanloo (Oostende, 10 februari 1993) is een Belgisch basketbalspeelster. Ze speelt als point-guard bij het Amerikaanse Los Angeles Sparks in de WNBA en het Turkse ÇSK Mersin. 
Sinds 2009 is Vanloo lid van het Belgisch nationaal basketbalteam, de "Belgian Cats", waarmee ze in 2023 én 2025 back-to-back Europees kampioen werd.

## Carrière

### Jeugd en beginjaren in België
Ze speelde haar jeugdjaren bij de Blue Cats Ieper, alvorens in 2009 te tekenen bij Declercq Stortbeton Waregem BC. Daar speelde ze vier seizoenen waarbij ze in 2011 met haar ploeg Belgisch Kampioen werd. 
Van 2007 tot 2013 was ze ook actief bij de U16, U17, U18 en U20 van het nationaal team.
Ze behoorde tot de Euro Beste 5 bij de kadetten in 2008 en 2009, en bij de junioren in 2011.

### Europa
In 2013 volgde de overgang naar het Franse USO Mondeville. Na twee seizoenen transfereerde ze naar Zweden waar ze sinds 2015 uitkwam voor Luleå BBK. Ze blijft er maar een jaar en waagde de sprong in 2016 naar de Italiaanse competitie, bij Virtus Eirene Ragusa.
In 2017 speelde ze bij het Turkse Istanbul Üniversitesi SK om begin 2018 in Frankrijk te starten bij Lyon ASVEL Féminin. Daar belandde ze in een ploeg met te veel buitenlandse spelers wat door de regels van de Franse basketbalbond betekende dat ze slechts een beperkt aantal wedstrijden speelde. In de zomer 2018 maakte ze de overstap naar het Hongaarse Peac Pecs.
Van 2021 tot begin maart 2022 speelde ze bij Jenisej Krasnojarsk uit Rusland. Wegens de Russische invasie van Oekraïne pleegde Vanloo contractbreuk en keerde ze terug naar België. Enkele dagen later tekende ze een contract tot het einde van het seizoen bij het Italiaanse Moncalieri Basketball, een Serie A basketbalclub in de buurt van Turijn.
Voor het seizoen 2023-2024 trok ze naar het Turkse Galatasaray. 

### WNBA

#### Washington Mystics (2024)
In 2024 ging ze spelen in de Women's National Basketball Association (WNBA) voor de Washington Mystics, waar ze een record neerzette voor de meeste driepunters in een rookie-seizoen voor de Mystics-franchise.
Golden State Valkyries (2025)
Eind 2024 werd ze door de Golden State Valkyries weggeplukt bij de Washington Mystics in de WNBA Expansion draft.
In juni 2025 werd Vanloo met de Belgian Cats Europees kampioen, maar het EK vond plaats tijdens het WNBA-seizoen. Op 30 juni 2025 keerde ze terug naar Californië om zich voor het resterende seizoen aan te sluiten bij de Golden State Valkyries, maar kreeg er het bericht dat ze uit hun selectie was geschrapt. 

#### Los Angeles Sparks (2025–heden)
Op 3 juli 2025 kreeg Vanloo een contract bij de WNBA-club Los Angeles Sparks waar ook Julie Allemand speelt, haar teamgenoot bij de Belgian Cats.

### 3x3
In 2022 vertegenwoordigde Vanloo samen met Laure Resimont, Becky Massey en Ine Joris België op het wereldkampioenschap 3×3 in eigen land.

## Privé
Julie Vanloo woont in Deerlijk.

## Carrière
- 2003-2009:  Blue Cats Ieper
- 2009-2013:  Declercq Stortbeton Waregem BC
- 2013-2015:  USO Mondeville
- 2015-2016:  Luleå BBK
- 2016-2017:  Virtus Eirene Ragusa
- 2017-2018:  Istanbul Üniversitesi SK
- 2018-2018:  Lyon ASVEL Féminin
- 2018-2019:  PEAC Pecs
- 2019-2020:  Townsville Fire
- 2019-2020:  Luleå BBK
- 2020-2021:  Basket Zaragoza
- 2021-2022:  Jenisej Krasnojarsk
- 2022-2022:  Moncalieri Basketball
- 2022-2023:  BLMA Montpellier
- 2023-2024:  Galatasaray
- 2024-2024:  Washington Mystics
- 2025-2025:  Golden State Valkyries
- 2025-heden:  Los Angeles Sparks

## Palmares
Declercq Stortbeton Waregem BC
- 2011 Kampioen van België

 Luleå BBK
- 2016 Kampioen van Zweden
- 2020 Kampioen van Zweden

 Belgian Cats
- 2011  Euro juniors (U18)
- 2017  Europees kampioenschap
- 2021  Europees kampioenschap
- 2023  Europees kampioenschap
- 2025  Europees kampioenschap